# Mauser HSc

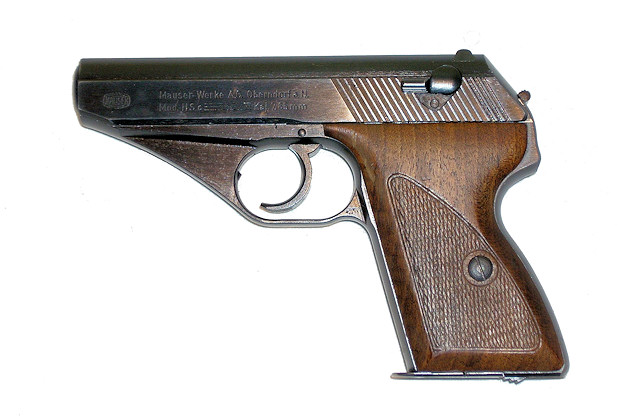
Mauser HSc

De Mauser HSc is een compact halfautomatisch pistool ontwikkeld door de Duitse wapenfabrikant Mauser. Verantwoordelijk voor het ontwerp was de constructeur Alex Seidel, die later samen met enkele andere voormalige Mausercollega's het bedrijf Heckler & Koch zou starten.
De HSc (Hahn-Selbstspanner-Pistole c) was bestemd als concurrent van de Walther PP/K. Het pistool werd van 1940 tot circa 1948 geproduceerd, de laatste jaren terwijl Mauser onder toezicht van Frankrijk opereerde. In 1967 werd de productie weer opgestart. Ditmaal werd gebruikgemaakt van de productiefaciliteiten van Manurhin in Frankrijk. Manurhin produceerde de belangrijkste componenten, de eindmontage en afwerking vond plaats in Schramberg-Sulgen, vanaf circa 1972 in Oberndorf am Neckar. Het pistool bleef tot 1977 in productie en werd onder meer als exportversie voor Interarms in de Verenigde Staten geproduceerd.
Het is een elegant en relatief eenvoudig pistool met een double-actionwerking. De veiligheidspal roteert de slagpin weg van de haan, zodat het wapen veilig met een gekamerde patroon kan worden gedragen. Na het laatste schot blijft de slede openstaan, en wanneer een nieuw magazijn wordt geplaatst, sluit de slede zich automatisch, waarbij de eerste patroon meteen wordt gekamerd en het pistool onmiddellijk weer schietklaar is.
Noemenswaardig is nog dat de magazijnen voor de versie 1967-1977 in Tilburg in Nederland werden geproduceerd.
De HSc is in de jaren 80 nog geproduceerd in licentie door de Italiaanse firma Renato Gamba, en tevens werd vanaf circa 1984 in Duitsland nog een alarmpistool in kaliber 8mm-Knall geproduceerd. De Sig-Sauer P232 is gebaseerd op het HSc-ontwerp. Ook de Heckler & Koch HK4 kan als nazaat van de HSc worden gezien.